# 层次聚类
在数据挖掘和统计学中，层次聚类（英語：Hierarchical clustering）是一种旨在建立聚类的层次结构的聚类分析方法。层次聚类的策略通常有两种：
- 凝聚（Agglomerative clustering）：一种自底向上方法，从小集群开始，逐渐将其合并，形成更大的集群；
- 分裂（Divisive clustering）：一种自顶向下方法，从单个集群开始，递归地将其拆分成更小的集群。

凝聚和分离的操作通常用贪心算法实现，结果通常用树状图展示。
标准的凝聚层次聚类（Hierarchical agglomerative clustering，HAC）算法的时间复杂度为{\displaystyle {\mathcal {O}}(n^{3})}，空间复杂度为{\displaystyle \Omega (n^{2})}，这使它甚至难以应用于中等规模的数据集中。对于一些特殊情况，效率最优的算法（复杂度为{\displaystyle {\mathcal {O}}(n^{2})}）包括SLINK（用于单连接聚类，Single-linkage clustering）和CLINK（用于全连接聚类，Complete-linkage clustering）。当使用堆（Heap）时，一般情况下的时间复杂度降至{\displaystyle {\mathcal {O}}(n^{2}\log n)}，该改进以更多的内存需求为代价。这种改进方法的内存开销很多时候大到难以实际使用。
除了单连接聚类的特殊情况，除了穷举算法（复杂度{\displaystyle {\mathcal {O}}(2^{n})}）外，没有算法可以保证找到最优解。
使用穷举算法的分裂方法的复杂度为{\displaystyle {\mathcal {O}}(2^{n})}，不过可以通过更快的启发式方法（例如k-均值算法）进行分裂。
层次聚类的优点是可以采用任何有效的距离测量。当给定距离矩阵时，观测本身是没有必要的。

## 聚集层次聚类

原始数据

本节将对上图所示的原始数据进行聚集层次聚类（Agglomerative clustering），采取欧几里得距离度量距离。
下图展示了聚类结果的树状图：

聚类结果

在给定高度切割树，会得到一个特定精度的聚类结果。例如，在从上往下数的第二行切割会得到四个集群：{a}、{b, c}、{d, e}和{f}；在第三行切割会得到{a}、{b, c}、{d, e, f}，相比之前，这是一个更粗糙（coarser）的聚类结果，集群的数量更少但集群更大。
该方法合并单独的元素形成集群并得到层次（Hierarchy）。本例有六个元素（{a}、{b}、{c}、{d}、{e} 、{f}），第一步确定哪些元素合并到一个集群，判定标准通常是元素间的距离，选取两个最近的形成集群。
也可以在该步构建距离矩阵（矩阵的第i行第j列的数值为i-j元素之间的距离）。在聚类过程中，行、列被合并并形成新的距离。该方法为实现聚集层次聚类的通用方法，同时对缓存集群之间的距离有益。单连接聚类是一个简单的聚集层次聚类方法。
在完成对距离最短元素b和c的合并后，形成的集群为：{a}、{b, c}、{d}、{e} 、{f}，对其进行进一步的合并需要度量集群{a}和{b, c}之间的距离（即两个集群间的距离）。通常将集群{\displaystyle {\mathcal {A}}}和{\displaystyle {\mathcal {B}}}之间的距离定义为：
- 两个集群的元素间的最大距离（又称全连接聚类（英语：Complete-linkage_clustering））：

{\displaystyle \max\{\,d(x,y):x\in {\mathcal {A}},\,y\in {\mathcal {B}}\,\}.}
- 两个集群的元素间的最小距离（又称单连接聚类（英语：Single-linkage_clustering））：

{\displaystyle \min\{\,d(x,y):x\in {\mathcal {A}},\,y\in {\mathcal {B}}\,\}.}
- 两个集群的元素间的平均距离（又称平均连接聚类（Average linkage clustering），在UPGMA方法中有应用）：

{\displaystyle {1 \over {|{\mathcal {A}}|\cdot |{\mathcal {B}}|}}\sum _{x\in {\mathcal {A}}}\sum _{y\in {\mathcal {B}}}d(x,y).}
- 所有聚类内方差的总和
- 被合并的集群方差的增加量 （Ward法（英语：Ward%27s_method）[4]）
- 候选聚类从同一分布函数生成的概率（V-linkage）

当若干对组合具有同样的距离且为最小时，可以随机选取一对形成集群（生成不同的树状图）；也可以同时形成不同的集群（生成唯一的树状图）。
聚类算法的停止准则可以取决于数量（当形成足够少的集群时停止）；也可以取决于距离（当两个集群之间的距离足够远，以至于不能形成新集群时停止）。

## 分裂层次聚类
DIANA（DIvisive ANAlysis Clustering）是分裂层次聚类的基础算法。 首先，所有元素归属同一个集群，然后分裂集群，直到所有元素都独立成群。由于存在{\displaystyle O(2^{n})}种方法进行分裂，因此需要启发式（Heuristics）算法实现。DIANA选择平均异同度（Average dissimilarity）最大的元素，然后将所有与新集群相似度高于其余集群的元素划分到该集群。

## 软件

### 开源软件
- ALGLIB用C++和C#实现了多种层次聚类算法
- ELKI实现了多种层次聚类算法
- Julia在Clustering.jl包中实现了层次聚类[7]
- Octave（GNU对MATLAB的兼容实现）实现了层次聚类（函数linkage）
- Orange（一个数据挖掘软件套件）实现了带有交互式树状图可视层次聚类
- R有内置的函数和包[8]，提供层次聚类的函数
- SciPy在Python中实现了层次聚类
- Scikit-learn也在Python中实现了层次聚类
- Weka实现了层次聚类

### 商业软件
- MATLAB中有层次聚类分析
- SAS在PROC CLUSTER中包含层次聚类分析
- Mathematica有一个层次聚类包
- NCSS中实现了层次聚类分析
- SPSS中包括层次聚类分析
- Qlucore Omics Explorer中包括分层聚类分析
- Stata中包括层次聚类分析
- CrimeStat中实现了近邻层次聚类算法